# Draculoides nosferatu
Draculoides nosferatu (лат.) — вид паукообразных из отряда шизомид (Schizomida). Обитают в Западной Австралии.

## Этимология
Видовой эпитет D. nosferatu отсылает к классическому немецкому фильму ужасов 1922 года «Носферату: Симфония ужасов» (Nosferatu: A Symphony of Horror) и подразумевает виды, живущие в темноте.

## Описание
Мелкие членистоногие желтовато-коричневого цвета, длина тела 3,56 мм. Самцы неизвестны, описание дано по самкам. Пропелтидиум головогруди с 2 + 1 апикальными щетинками в треугольном образовании на переднем отростке и 2 + 2 + 2 щетинками; глазные пятна отсутствуют. Мезопельтидии отделены. Метапелтидиум разделен. Передняя часть стернума с 14 щетинками (в том числе 2 стернапофизарными); задняя часть стернума треугольная с 6 щетинками. Неподвижный палец хелицер с 2 большими зубцами плюс 5 меньшими зубцами между ними, проксимальным и дистальным зубцами без мелких боковых зубцов. Draculoides nosferatu — это единственный известный вид рода Draculoides, у которого нет защитного зуба на подвижном пальце хелицеры. Draculoides nosferatu можно диагностировать от всех других видов Draculoides, которые были секвенированы в COI с помощью мини-баркода 50bp. Секвенирование на ITS2 показало сходство с видами D. claudiae, D. carmillae и D. mesozeirus, но отличает от всех других видов рода.